# Stronghurst Township
Stronghurst Township est un township du comté de Henderson dans l'Illinois, aux États-Unis,. 